# مادلين إدواردز
مادلين إدواردز هي راقصة على الجليد كندية، ولدت في 14 يونيو 1996 في ترايل في كندا.

## وصلات خارجية
- الموقع الرسمي
- مادلين إدواردز على موقع الاتحاد الدولي للتزلج (الإنجليزية)